# Las voces de la noche
Las voces de la noche es una película española dirigida por Salvador García Ruiz. Se estrenó en España el 27 de febrero de 2004.

## Argumento
España, años cincuenta. En un pueblo crecido en torno a una fábrica viven Jorge (Tristán Ulloa), el hijo pequeño del fundador, y Elisa (Laia Marull), la hija del contable. Los dos habitan con sus familias y son capaces de soportar la monotonía de sus vidas porque pasan las tardes de los miércoles y sábados en un hotel de la ciudad. Esa secreta vida en común es esencial para los dos. La pequeña habitación de la ciudad en la que se producen sus encuentros se ha convertido en el único lugar en el que pueden ser ellos mismos. Ese mínimo espacio, un poco siniestro, les resulta más acogedor, cálido y cercano que la primorosa casa de Elisa, mimada por la madre, o la gran mansión de Jorge, llena de recuerdos familiares. Los dos son conscientes del tipo de relación que han creado, y no le exigen más. Hasta que Elisa decide romper las reglas.

## Reparto
| Intérprete               | Personaje       |
| ------------------------ | --------------- |
| Laia Marull              | Elisa           |
| Tristán Ulloa            | Jorge           |
| Vicky Peña               | Madre Elisa     |
| Juli Mira                | Padre           |
| Paloma Paso Jardiel      | Tía Olga        |
| Ana Wagener              | Bárbara         |
| Ramon Madaula            | Germán          |
| Pepa Zaragoza            | Anita           |
| Pere Arquillué           | Pepe            |
| Emma Vilarasau           | Cata            |
| Guillermo Toledo         | Niebla          |
| Álvaro de Luna           | El viejo        |
| Empar Ferrer             | Cecilia         |
| Ana Sáez                 | Berta           |
| Malena Alterio           | Julia           |
| Gloria Muñoz             | Madre Julia     |
| Santi Ricart             | Mario           |
| Mateo Soto               | Mateo           |
| Anna Guardiola           | Bárbara 12 años |
| Nina Febrer              | Bárbara 17 años |
| Iván del Olmo            | Germán 10 años  |
| Albert Madaula           | Germán 15 años  |
| Sara Boada               | Anita 5 años    |
| Anna Villafañe           | Anita 10 años   |
| Albert Fabri             | Pepe 10 años    |
| Arnau Callol             | Pepe 15 años    |
| Pablo Fernández Clemente | Sastre          |
| Jaskaran Brady           | India           |
| Mónica Bernuy            | Pastelera       |
| Sole Martínez            | Bibliotecaria   |
| Sua Dalmau               | Criada          |
| Patricia Luna            | Antonia         |
| Chúa                     | Perra           |
| Raymon Pujol             | Raymon Pujol    |

## Comentarios
- Es la tercera película del director Salvador García Ruiz tras Mensaka (1998) y El otro barrio (2000).
- El guion es del propio director. Se basa en la novela ambientada en Italia de Natalia Ginzburg, Le voci della sera, escrita en 1961 y publicada en español con el título de Las palabras de la noche por la Editorial Pre-Textos en 2001.
- Se presentó en el Festival de Cine de Valladolid 2003.
- Consiguió una candidatura a los premios Goya, la correspondiente a mejor guion adaptado.
- Está producida por DeAPlaneta y Escima.
- El rodaje se inició el 14 de octubre de 2002 y concluyó el día 5 de diciembre de 2002 con un presupuesto de 2.300.000 euros. Tuvo lugar en Gerona y Madrid.